# Contender Boats 300
Das  Contender Boats 300 ist ein Rennen der NASCAR Nationwide Series. Es findet immer auf dem Homestead-Miami Speedway in Homestead südwestlich von Miami, im US-Bundesstaat Florida statt.
Das Rennen wurde erstmals im Jahre 1995 ausgetragen, damals noch mit dem Namen „Jiffy Lube Miami 300“. So hieß das Rennen bis 1998. Im Jahre 1999 stieg Hot Wheels als Sponsor ein und das Rennen erhielt den Namen „HotWheels.com 300“. In den darauf folgenden Jahren änderte sich der Name noch zweimal.
Im Jahre 2002 übernahm Ford das Sponsoring aller Saisonfinalrennen der NASCAR.
- Das Ford 400 im Sprint Cup
- Das Ford 300 in der Nationwide Series
- Das Ford 200 in der Craftsman Truck Series

Alle Rennen werden seit dem an einem Wochenende auf dem Homestead-Miami Speedway ausgetragen und gehören somit zum Ford Championship Weekend. Die Zahlen im Namen des Rennens stehen in allen Fällen für die zu fahrende Distanz in Meilen.
Seit 2007 überträgt ESPN2 das Rennen in den USA.

## Sieger
- 2010: Kyle Busch
- 2009: Kyle Busch
- 2008: Carl Edwards
- 2007: Jeff Burton
- 2006: Matt Kenseth
- 2005: Ryan Newman
- 2004: Kevin Harvick
- 2003: Kasey Kahne
- 2002: Scott Wimmer
- 2001: Joe Nemechek
- 2000: Jeff Gordon
- 1999: Joe Nemechek
- 1998: Jeff Burton
- 1997: Joe Nemechek
- 1996: Kevin Lepage
- 1995: Dale Jarrett